# Andreas Samaris
Andreas Samaris (Grieks: Ανδρέας Σάμαρης) (Patras, 13 juni 1989) is een Grieks voetballer die doorgaans speelt als middenvelder. In november 2023 verliet hij Coritiba. Samaris maakte in 2013 zijn debuut in het Grieks voetbalelftal.

## Clubcarrière
Samaris speelde in de jeugd van PAO Varda. Bij Panachaiki brak hij door in de Gamma Ethniki. In de jaren tussen 2006 en 2009 speelde hij 37 duels voor de club, waarin hij driemaal tot scoren kwam. Op 11 januari 2010 maakte Samaris de overstap naar Panionios. Ook bij die club werd de middenvelder een onbetwiste basisspeler. In augustus 2012 nam Olympiakos hem over voor circa drie en een halve ton. De club verhuurde hem in seizoen 2012/13 nog aan Panionios, waarna hij zich in 2013 aansloot bij Olympiakos. Medio 2014 maakte Samaris de overstap naar Benfica, waar hij zijn handtekening zette onder een verbintenis voor de duur van vijf seizoenen. De Portugese club betaalde circa tien miljoen euro voor zijn diensten. In 2019 verlengde de Griekse middenvelder zijn verbintenis tot medio 2023. In augustus 2014 verruilde hij Olympiakos voor Benfica. Nadat zijn contract medio 2021 afliep, zat hij enkele maanden zonder club. In november 2021 sloot hij zich aan bij Fortuna Sittard, tot het einde van het seizoen. Na een seizoen in Sittard keerde Samaris terug naar Rio Ave, waar hij voor één jaar tekende. Coritiba haalde hem in augustus 2023 naar Brazilië. In november van datzelfde jaar, nadat de club gedegradeerd was, liet Coritiba Samaris vertrekken.

## Clubstatistieken
| Seizoen | Club            | Competitie    | Competitie | Competitie | Beker | Beker | Internationaal | Internationaal | Totaal | Totaal |
| Seizoen | Club            | Competitie    | Wed.       | Dlp.       | Wed.  | Dlp.  | Wed.           | Dlp.           | Wed.   | Dlp.   |
| ------- | --------------- | ------------- | ---------- | ---------- | ----- | ----- | -------------- | -------------- | ------ | ------ |
| 2009/10 | Panionios       | Super League  | 2          | 0          | 0     | 0     | —              | —              | 2      | 0      |
| 2010/11 | Panionios       | Super League  | 20         | 1          | 0     | 0     | —              | —              | 20     | 1      |
| 2011/12 | Panionios       | Super League  | 27         | 0          | 3     | 0     | —              | —              | 30     | 0      |
| 2012/13 | Panionios       | Super League  | 21         | 5          | 1     | 0     | —              | —              | 22     | 5      |
| 2013/14 | Olympiakos      | Super League  | 28         | 4          | 4     | 0     | 6              | 0              | 38     | 4      |
| 2014/15 | Benfica         | Primeira Liga | 28         | 0          | 4     | 0     | 5              | 0              | 37     | 0      |
| 2015/16 | Benfica         | Primeira Liga | 27         | 2          | 7     | 0     | 7              | 0              | 41     | 2      |
| 2016/17 | Benfica         | Primeira Liga | 18         | 0          | 10    | 0     | 4              | 0              | 32     | 0      |
| 2017/18 | Benfica         | Primeira Liga | 18         | 1          | 4     | 0     | 3              | 0              | 25     | 1      |
| 2018/19 | Benfica         | Primeira Liga | 19         | 2          | 4     | 0     | 3              | 0              | 26     | 2      |
| 2019/20 | Benfica         | Primeira Liga | 16         | 0          | 6     | 0     | 2              | 0              | 24     | 0      |
| 2020/21 | Benfica         | Primeira Liga | 6          | 0          | 3     | 1     | 0              | 0              | 9      | 1      |
| 2021/22 | Fortuna Sittard | Eredivisie    | 20         | 0          | 0     | 0     | —              | —              | 20     | 0      |
| 2022/23 | Rio Ave         | Primeira Liga | 24         | 0          | 3     | 0     | —              | —              | 27     | 0      |
| 2023    | Coritiba        | Série A       | 4          | 0          | 0     | 0     | —              | —              | 4      | 0      |
| Totaal  | Totaal          | Totaal        | 278        | 15         | 49    | 1     | 30             | 0              | 357    | 16     |

Bijgewerkt op 25 april 2025.

## Interlandcarrière
Samaris maakte zijn debuut in het Grieks voetbalelftal op 15 oktober 2013, toen er met 2–0 gewonnen werd van Liechtenstein. Van de Portugese bondscoach Fernando Santos mocht Samaris in de rust invallen voor Panagiotis Kone. Hij speelde tevens mee tijdens de twee beslissende play-offwedstrijden tegen Roemenië, die bepaalden dat Griekenland naar het wereldkampioenschap voetbal 2014 zou gaan. Hij speelde twee duels van zijn land op het toernooi, waaronder ook de verloren achtste finale tegen Costa Rica. Zijn toenmalige clubgenoten Ioannis Maniatis, Kostas Manolas, José Holebas (allen Griekenland) en Joel Campbell (Costa Rica) waren eveneens actief op het WK.
| Interlands van Andreas Samaris voor Griekenland | Interlands van Andreas Samaris voor Griekenland | Interlands van Andreas Samaris voor Griekenland | Interlands van Andreas Samaris voor Griekenland | Interlands van Andreas Samaris voor Griekenland | Interlands van Andreas Samaris voor Griekenland | Interlands van Andreas Samaris voor Griekenland |
| №                                               | Datum                                           | Wedstrijd                                       | Uitslag                                         | Competitie                                      | Goals                                           |                                                 |
| Als speler bij Olympiakos                       | Als speler bij Olympiakos                       | Als speler bij Olympiakos                       | Als speler bij Olympiakos                       | Als speler bij Olympiakos                       | Als speler bij Olympiakos                       | Als speler bij Olympiakos                       |
| ----------------------------------------------- | ----------------------------------------------- | ----------------------------------------------- | ----------------------------------------------- | ----------------------------------------------- | ----------------------------------------------- | ----------------------------------------------- |
| 1                                               | 15 oktober 2013                                 | Griekenland – Liechtenstein                     | 2 – 0                                           | WK 2014 kwalificatie                            |                                                 |                                                 |
| 2                                               | 15 november 2013                                | Griekenland – Roemenië                          | 3 – 1                                           | WK 2014 kwalificatie                            |                                                 |                                                 |
| 3                                               | 19 november 2013                                | Roemenië – Griekenland                          | 1 – 1                                           | WK 2014 kwalificatie                            |                                                 |                                                 |
| 4                                               | 3 juni 2014                                     | Nigeria – Griekenland                           | 0 – 0                                           | Vriendschappelijk                               |                                                 |                                                 |
| 5                                               | 24 juni 2014                                    | Ivoorkust – Griekenland                         | 1 – 2                                           | WK 2014                                         | 42'                                             |                                                 |
| 6                                               | 29 juni 2014                                    | Costa Rica – Griekenland                        | 1 – 1 (5 – 3 n.s.)                              | WK 2014                                         |                                                 |                                                 |
| Als speler bij Benfica                          |                                                 |                                                 |                                                 |                                                 |                                                 |                                                 |
| 7                                               | 7 september 2014                                | Griekenland – Roemenië                          | 0 – 1                                           | EK 2016 kwalificatie                            |                                                 |                                                 |
| 8                                               | 11 oktober 2014                                 | Finland – Griekenland                           | 1 – 1                                           | EK 2016 kwalificatie                            |                                                 |                                                 |
| 9                                               | 14 oktober 2014                                 | Griekenland – Noord-Ierland                     | 0 – 2                                           | EK 2016 kwalificatie                            |                                                 |                                                 |
| 10                                              | 14 november 2014                                | Griekenland – Faeröer                           | 0 – 1                                           | EK 2016 kwalificatie                            |                                                 |                                                 |
| 11                                              | 18 november 2014                                | Griekenland – Servië                            | 0 – 2                                           | Vriendschappelijk                               |                                                 |                                                 |
| 12                                              | 29 maart 2015                                   | Hongarije – Griekenland                         | 0 – 0                                           | EK 2016 kwalificatie                            |                                                 |                                                 |
| 13                                              | 13 juni 2015                                    | Faeröer – Griekenland                           | 2 – 1                                           | EK 2016 kwalificatie                            |                                                 |                                                 |
| 14                                              | 16 juni 2015                                    | Polen – Griekenland                             | 0 – 0                                           | Vriendschappelijk                               |                                                 |                                                 |
| 15                                              | 4 september 2015                                | Griekenland – Finland                           | 0 – 1                                           | EK 2016 kwalificatie                            |                                                 |                                                 |
| 16                                              | 7 september 2015                                | Roemenië – Griekenland                          | 0 – 0                                           | EK 2016 kwalificatie                            |                                                 |                                                 |
| 17                                              | 8 oktober 2015                                  | Noord-Ierland – Griekenland                     | 3 – 1                                           | EK 2016 kwalificatie                            |                                                 |                                                 |
| 18                                              | 11 oktober 2015                                 | Griekenland – Hongarije                         | 4 – 3                                           | EK 2016 kwalificatie                            |                                                 |                                                 |
| 19                                              | 13 november 2015                                | Luxemburg – Griekenland                         | 1 – 0                                           | Vriendschappelijk                               |                                                 |                                                 |
| 20                                              | 17 november 2015                                | Turkije – Griekenland                           | 0 – 0                                           | Vriendschappelijk                               |                                                 |                                                 |
| 21                                              | 24 maart 2016                                   | Griekenland – Montenegro                        | 2 – 1                                           | Vriendschappelijk                               |                                                 |                                                 |
| 22                                              | 4 juni 2016                                     | Australië – Griekenland                         | 1 – 0                                           | Vriendschappelijk                               |                                                 |                                                 |
| 23                                              | 7 juni 2016                                     | Australië – Griekenland                         | 1 – 2                                           | Vriendschappelijk                               |                                                 |                                                 |
| 24                                              | 1 september 2016                                | Nederland – Griekenland                         | 1 – 2                                           | Vriendschappelijk                               |                                                 |                                                 |
| 25                                              | 6 september 2016                                | Gibraltar – Griekenland                         | 1 – 4                                           | WK 2018 kwalificatie                            |                                                 |                                                 |
| 26                                              | 9 november 2016                                 | Griekenland – Wit-Rusland                       | 0 – 1                                           | Vriendschappelijk                               |                                                 |                                                 |
| 27                                              | 13 november 2016                                | Griekenland – Bosnië en Herzegovina             | 1 – 1                                           | WK 2018 kwalificatie                            |                                                 |                                                 |
| 28                                              | 25 maart 2017                                   | België – Griekenland                            | 1 – 1                                           | WK 2018 kwalificatie                            |                                                 |                                                 |
| 29                                              | 3 september 2017                                | Griekenland – België                            | 1 – 2                                           | WK 2018 kwalificatie                            |                                                 |                                                 |
| 30                                              | 7 oktober 2017                                  | Cyprus – Griekenland                            | 1 – 2                                           | WK 2018 kwalificatie                            |                                                 |                                                 |
| 31                                              | 19 november 2017                                | Kroatië – Griekenland                           | 4 – 1                                           | WK 2018 kwalificatie                            |                                                 |                                                 |
| 32                                              | 23 maart 2018                                   | Griekenland – Zwitserland                       | 0 – 1                                           | Vriendschappelijk                               |                                                 |                                                 |
| 33                                              | 18 november 2018                                | Griekenland – Estland                           | 0 – 1                                           | Nations League 2018/19                          |                                                 |                                                 |
| 34                                              | 23 maart 2019                                   | Liechtenstein – Griekenland                     | 0 – 2                                           | EK 2020 kwalificatie                            |                                                 |                                                 |
| 35                                              | 26 maart 2019                                   | Bosnië en Herzegovina – Griekenland             | 2 – 2                                           | EK 2020 kwalificatie                            |                                                 |                                                 |
| 36                                              | 30 mei 2019                                     | Turkije – Griekenland                           | 2 – 1                                           | Vriendschappelijk                               |                                                 |                                                 |
| 37                                              | 8 juni 2019                                     | Griekenland – Italië                            | 0 – 3                                           | EK 2020 kwalificatie                            |                                                 |                                                 |
| 38                                              | 11 juni 2019                                    | Griekenland – Armenië                           | 1 – 3                                           | EK 2020 kwalificatie                            |                                                 |                                                 |
| 39                                              | 8 september 2019                                | Griekenland – Liechtenstein                     | 1 – 1                                           | EK 2020 kwalificatie                            |                                                 |                                                 |

Bijgewerkt op 25 april 2025.

## Erelijst
| Competitie       |            |                                    |            |            |
| Competitie       | Aantal     | Jaren                              |            |            |
| Olympiakos       | Olympiakos | Olympiakos                         | Olympiakos | Olympiakos |
| ---------------- | ---------- | ---------------------------------- | ---------- | ---------- |
| Super League     | 1          | 2013/14                            |            |            |
| Benfica          |            |                                    |            |            |
| Primeira Liga    | 4          | 2014/15, 2015/16, 2016/17, 2018/19 |            |            |
| Taça de Portugal | 1          | 2016/17                            |            |            |
| Taça da Liga     | 2          | 2014/15, 2015/16                   |            |            |
| Supertaça        | 2          | 2016, 2017                         |            |            |